# Batalion KOP „Bereźne”
Batalion KOP „Bereźne” – pododdział piechoty, podstawowa jednostka taktyczna Korpusu Ochrony Pogranicza.
We wrześniu 1939 zmobilizowany batalion został włączony w struktury rezerwowej 38 Dywizji Piechoty jako III batalion 97 pułku piechoty. Odtworzony batalion graniczy do czasu agresji ZSRR na Polskę ochraniał granicę, a następnie walczył w składzie Zgrupowania KOP gen. Wilhelma Orlik-Rückemanna.

## Formowanie i zmiany organizacyjne
Na posiedzeniu Politycznego Komitetu Rady Ministrów, w dniach 21-22 sierpnia 1924, zapadła decyzja powołania Korpusu Wojskowej Straży Granicznej. 12 września 1924 Ministerstwo Spraw Wojskowych wydało rozkaz wykonawczy w sprawie utworzenia Korpusu Ochrony Pogranicza, a 17 września instrukcję określającą jego strukturę. W pierwszym etapie organizacji KOP sformowano 1 Brygadę Ochrony Pogranicza, a w jej składzie 2 batalion graniczny. Podstawą formowania był rozkaz szefa Sztabu Generalnego L. dz. 12044/O.de B./24 z dnia 27 września 1924. Nazwa jednostki pochodzi od leżącego na Wołyniu miasta Bereźne znajdującego się wówczas na obszarze województwa wołyńskiego i będącego macierzystym garnizonem batalionu. W jego skład wchodziły: cztery kompanie piechoty, drużyna dowódcy batalionu i pluton łączności. Według etatu liczy on 25 oficerów, 200 podoficerów i 603 szeregowców. Jego uzbrojenie stanowiły: 2 ciężkie karabiny maszynowe, 48 ręcznych km, 48 garłaczy, 439 karabinów, 280 karabinków i 32 pistolety. Środki transportu to 15 wozów taborowych, 1 motocykl i 7 rowerów.
Z dniem 3 października 1924 major Benedykt Majkowski został przeniesiony z 40 pułku piechoty „Dzieci Lwowskich” we Lwowie do Korpusu Ochrony Pogranicza na stanowisko dowódcy 2 batalionu granicznego.
W 1927 batalion został podporządkowany dowódcy 5 Brygady Ochrony Pogranicza. Długość ochranianego przez batalion odcinka granicy wynosiła 68 kilometrów, przeciętna długość pododcinka kompanijnego to 22 kilometrów, a strażnicy 5 kilometrów. Odległość dowództwa batalionu od dowództwa brygady wynosiła 215 kilometrów.
W 1929 jednostka otrzymała nazwę „2 batalion graniczny «Bereźne»”. W 1930 batalion wszedł w skład nowo powstałego pułku KOP „Sarny”. W następnym jednostka została przemianowana na batalion KOP „Bereźne”.
W wyniku reorganizacji batalionu w 1931, w miejsce istniejących plutonów karabinów maszynowych, utworzono kompanię karabinów maszynowych. Rozwinięto też kadry kompanii szkolnej do pełnoetatowej kompanii odwodowej. Po przeprowadzonej reorganizacji „R.2” batalion składał się z dowództwa batalionu, plutonu łączności, kompanii karabinów maszynowych, kompanii odwodowej i trzech kompanii granicznych.
W listopadzie 1936 batalion etatowo liczył 20 oficerów, 65 podoficerów, 23 nadterminowych i 547 żołnierzy służby zasadniczej.
Rozkazem dowódcy KOP z 23 lutego 1937 została zapoczątkowana pierwsza faza reorganizacji Korpusu Ochrony Pogranicza „R.3”. Batalion otrzymał nowy etat. Był jednostką administracyjną dla szwadronu kawalerii KOP „Żurno”, szwadronu kawalerii KOP „Bystrzyce”, posterunku żandarmerii KOP „Bereźne”, komendy powiatu pw KOP „Kostopol”. Z dniem 15 maja 1939 batalion stał się oddziałem gospodarczym. Stanowisko kwatermistrza batalionu przemianowane zostało na stanowisko zastępcy dowódcy batalionu do spraw gospodarczych, płatnika na stanowisko oficera gospodarczego, zastępcy oficera materiałowego dla spraw uzbrojenia na zbrojmistrza, zastępcy oficera materiałowego dla spraw żywnościowych na oficera żywnościowego.
W 1939 zmobilizowany batalion został włączony w struktury rezerwowej 38 Dywizji Piechoty jako III batalion 97 pułku piechoty.
Po odejściu batalionu przeznaczonego dla 38 Dywizji Piechoty garnizon jednostki w Bereźnem wyposażył i doprowadził do stanu etatowego (poprzez wcielenie nowych rekrutów i rezerwistów) jednostkę na nowo od podstaw. Batalion wszedł w skład pułku KOP „Sarny”. Po odtworzeniu ochraniał granicę z ZSRR o długości 64,25 km. Od 17 września 1939 brał udział w obronie ówczesnej wschodniej granicy państwa przed radzieckim agresorem.

## Służba graniczna
Batalion graniczny był podstawową jednostką taktyczną Korpusu Ochrony Pogranicza przeznaczoną do pełnienia służby ochronnej na powierzonym mu odcinku granicy polsko-radzieckiej, wydzielonym z pasa ochronnego brygady. Odcinek batalionu dzielił się na pododcinki kompanii, a te z kolei na pododcinki strażnic, które były „zasadniczymi jednostkami pełniącymi służbę ochronną”, w sile półplutonu. Służba ochronna pełniona była systemem zmiennym, polegającym na stałym patrolowaniu strefy nadgranicznej i tyłowej, wystawianiu posterunków alarmowych, obserwacyjnych i kontrolnych stałych, patrolowaniu i organizowaniu zasadzek w miejscach rozpoznanych jako niebezpieczne, kontrolowaniu dokumentów i zatrzymywaniu osób podejrzanych, a także utrzymywaniu ścisłej łączności między oddziałami i władzami administracyjnymi. Batalion graniczny KOP „Bereźne” w 1934 ochraniał odcinek granicy państwowej szerokości 65 kilometrów 300 metrów. Po odtworzeniu w 1939, batalion ochraniał granicę długości 64 kilometrów 25 metrów.
Wydarzenia:
- W meldunku sytuacyjnym z 27 stycznia 1925 napisano:

Na pododcinku kompanii nr 22 – Lewacze między słupami 1845 i 1846 przytrzymano dwie kobiety, które uciekły z Rosji. Przekazano je Policji Państwowej w Korcu.
23 stycznia 1925 o godz. 2.30 na pododcinku tej samej kompanii bolszewicy urządzili demonstrację ze śpiewami i oddali kilka strzałów w górę.
Na pododcinku nr 24 – Hołyczówka przy strażnicy 96 przytrzymano trzech pochodzących z Rosji przemytników. Znaleziono przy nich 80 dolarów.
- W meldunku sytuacyjnym z 29 stycznia 1925 napisano:

Na pododcinku kompanii nr 24 „Hołyczówka” widać było ogień. Po sprawdzeniu okazało się, że po bolszewickiej stronie paliła się wieś Kosiłówka. Ogień zauważono 26 stycznia 1925 o godz. 18.00.
Na pododcinku kompanii nr 25 „Korzec” za nielegalne przekroczenie granicy z Bolszewji przytrzymano trzy osoby.
26 stycznia 1925 przytrzymany został osobnik niejaki Jan Tynicki i do czasu przeprowadzenia dochodzenia osadzony w areszcie 4 kompanii. O godz. 13.30 stwierdzono, że Tynicki powiesił się.
25 stycznia 1925 na pododcinku kompanii nr 26 „Sapożyn” ze strażnicy nr 101 zbiegł do bolszewików st. szer. Małyszko, udając się do Starożewa, gdzie został zatrzymany przez sowiecką straż graniczną.
W nocy z 27 na 28 stycznia 1925 w miejscowości Marynin nieznani osobnicy usiłowali dokonać napadu rabunkowego na popa. Bandyci do popa oddali jeden strzał, a spłoszeni zbiegli. Wysłane patrole wpadły na trop jednego dezertera z jakiegoś pułku z głębi kraju i jednego bandyty, którzy mieli dokonać napadu. Dochodzenia i poszukiwania w toku.
- W meldunku sytuacyjnym z 30 stycznia 1925 napisano:

27 stycznia 1925 o godz. 24.00 na strażnicy nr 98 zatrzymano dwie kobiety, które między słupami 1572-1573 usiłowały przejść na stronę Rosji.
28 stycznia 1925 o godz. 3.15 zatrzymano niejakiego Ryczkę, który między słupami 1571-1572 przekroczył granicę z Rosji.
Bataliony sąsiednie:
- 17 batalion KOP „Rokitno” ⇔ 3 batalion KOP „Hoszcza”

## Walki batalionu
Walki o strażnice:

Batalion graniczny mjr. Żurowskiego 17 września zaatakowany został przez pododdziały 19 Oddziału Wojsk Pogranicznych NKWD wsparte pododdziałami 87 Dywizji Strzelców.
Strażnice 1 kompanii granicznej „Borowe” zdołały opuścić placówki i dołączyć do kompanii. Wyjątek stanowi strażnica „Dermanka”, która została zdobyta przez pododdziały sowieckiego 19 Oddziału Wojsk Pogranicznych. W 2 kompanii granicznej „Lewacze”, strażnica „Siwki” została zdobyta, natomiast strażnica „Pomiary” została opuszczona przez załogę bez walki. Strażnica „Nowa Huta” 17 września nie była atakowana i pełniła nadal służbę. Strażnice 3 kompanii granicznej „Bielczaki” znalazły się na głównym kierunku uderzenia prawego skrzydła sowieckiej 5 Armii komdywa Iwana Gierasimowicza Sowietnikowa i zostały prawie natychmiast zdobyte.
Wobec miażdżącej przewagi nieprzyjaciela, batalion KOP „Bereźne” rozpoczął odwrót w kierunku Polan na ufortyfikowane pozycje nad Słuczą. Około południa 17 września pododdziały rozpoczęły obsadzanie fortyfikacji wzdłuż rzeki.
W walkach odwrotowych z Armią Czerwoną:

Na wiadomość o wkroczeniu Armii Czerwonej, dowódca KOP gen. bryg. Wilhelm Orlik-Rückemann wydał 17 września w Dawidgródku rozkaz stawienia oporu i jednoczesnej koncentracji batalionów na zapleczu fortyfikacji na rzece Słucz, w rejonie Moroczna, Lubieszowa i Siedliszcza. Koncentracja miała być realizowana pod osłoną fortyfikacji obsadzonych przez pułk KOP „Sarny”.
Wycofujący się z dotychczas zajmowanych pozycji batalion graniczny „Bereźne”, mimo uszczuplonych stanów w związku z poniesionymi stratami w walkach na linii strażnic, zdołały dotrzeć na linię umocnień i zająć pozycje. Obsadził odcinek fortyfikacyjny „Polany”.
Batalion utrzymał swoje pozycje do 19 września. Około godziny 14:00 dowódca pułku ppłk Sulik wydał rozkaz opuszczenia fortyfikacji.
O kulisach wydanego rozkazu pisze mjr Antoni Żurowski:

Dnia 19 września około godz. 14 zostałem wezwany do ppłk. Sulika na odprawę. Pułkownik wyjaśnił sytuację, mówił szczególnie o poważnym zagrożeniu - mianowicie dążeniu dowództwa sowieckiego do zamknięcia nas w kotle polesko-wołyńskim na zajmowanych przez nas terenach i dlatego też nie było żadnych działań zaczepnych ze strony wroga. Nasz daleki wywiad i rozpoznanie zgodnie stwierdzały, że działań ze strony wroga należy się spodziewać dopiero po przekroczeniu rzeki Horyń. Ponadto, że nawiązano łączność z dowódcą Samodzielnej Grupy Operacyjnej „Polesie” gen. bryg. Franciszkiem Kleebergiem. Następnie, że wchodzimy w skład Grupy KOP pod dowództwem gen. bryg. Wilhelma Orlika-Ruckemanna, dowódcy KOP, który połączy się z nami, prowadząc ze sobą kilka dalej wysuniętych na północ batalionów KOP i innych jednostek zapasowych Wojska Polskiego z terenu Polesia. Połączenie wszystkich oddziałów w grupę miało nastąpić z 19 na 20 września gdzieś w rejonie Stepań nad Horyniem.

Batalion maszerował w kolumnie południowej dowodzonej przez ppłk. art. Edwarda Czernego. W jej składzie maszerowały także: batalion forteczny KOP „Małyńsk”, resztki batalionu fortecznego KOP „Osowiec” i część szwadronu kawalerii „Bystrzyce” rtm. Wiktora Jakubowskiego. Kolumna szła w kierunku na Stepań.
Idący w straży przedniej batalion liczył blisko 900 żołnierzy. Dochodząc do mostu na rzece Horyń w Stepaniu, musiał siłą otworzyć sobie drogę niszcząc grupę dywersyjną wyposażoną w kilka cekaemów. Przed sądem polowym osądzono około 70 ludzi, którym udowodniono przynależność do grupy terrorystycznej. Oczyszczenie miasteczka z dywersantów trwało kilka godzin. Uratowano rozbrojonych policjantów z miejscowego posterunku, oraz wielu uchodźców z centralnych rejonów Polski. Oswobodzeni policjanci wcieleni zostali do odtwarzanej 4 kompanii.
Ostatecznie, w rejonie Kuchecka Wola-Kuchcze-Chrapin-Moroczno, zebrało się około 8700 żołnierzy, w tym blisko 300 oficerów. Na podstawie rozkazu gen. bryg. Orlika-Rückemanna powstało tu improwizowane Zgrupowanie KOP. Batalion wszedł w jego skład.
26 września, w rejonie wsi Borki, doszło do walk ubezpieczenia marszowego z sowieckim oddziałem zwiadowczym. Polska bateria artylerii zniszczyła 6 samochodów rozpoznawczych. Idące na czele grupy południowej bataliony „Bereźne” i „Rokitno”, wsparte ogniem dywizjonu mjr. Czernika, w godzinach nocnych z 26 na 27 września rozbiły bojówki dywersyjne, które wcześniej zdobyły Ratno. Batalion przeszedł przez Ratno osiągając rano 27 września rejon Krymna.
Kontynuując marsz w ciągu nocy z 27 na 28 września, poszczególne pododdziały osiągnęły las na wschód i południowy wschód od Szacka. W tym czasie nagminne stawały się dezercje żołnierzy pochodzących z terenów wschodnich.
Dowódca zgrupowania postanowił zdobyć Szack. W ciągu nocy z 27 na 28 września pododdziały wyszły na pozycję wyjściowe do natarcia. W pierwszym rzucie miał nacierać batalion KOP „Bereźne” i „Rokitno” oraz kompania „Tyszyca”. Lewe skrzydło zabezpieczał szwadron KOP „Bystrzyce”. Od strony Mielnik atakować miały pododdziały Brygady KOP „Polesie”. Za pododdziałami pierwszorzutowymi znajdowały się pododdziały specjalne i tyłowe. Stanowisko dowodzenia rozwinięto w Borowie.
W trakcie przygotowań do natarcia sowieci wyprowadzili przeciwuderzenie. 411 samodzielny batalion czołgów kpt. Nieseniuka wyszedł wprost na pozycje batalionu „Bereźne”. Sowiecki batalion czołgów został rozbity. Po zniszczeniu czołgów, batalion marszowy 76 pp uderzył na Szack i rozbił dwie kompanie 112 pułku strzelców wsparte plutonem cekaemów. Nacierający w II rzucie batalion KOP „Bereźne” walczył w samym mieście. Około godziny 12:00 droga na zachód przez Szack została otwarta.
Sowieci zawrócili 112 ps z 1/158 pułku artylerii lekkiej z marszu na Ołtusz, a 205 ps otrzymał zadanie uderzenia na Szack. O miasto prowadzone były ciężkie walki. Wykorzystując zamieszanie w wojskach sowieckich, pododdziały batalionu nocą przeszły przez Szack i rankiem 29 września przeprawiły się przez brody na Bugu. Część sprzętu pozostawiono na wschodnim brzegu, uprzednio go niszcząc. Po przekroczeniu rzeki, ześrodkowały się na wschód i południe od Kosynia.
30 września dowódca zgrupowania przeprowadził kolejną reorganizację grupy. Po zreorganizowaniu, o 17:00 grupa wymaszerowała do lasów koło Parczewa. W nocy 1 października, pod osłoną batalionu „Rokitno”, tabory i batalion „Bereźne” przeszły szosę Włodawa-Trawniki. Stanowiący czoło kolumny batalion „Bereźne”, osiągnął nad ranem miejscowość Dubeczno. Pozostałe bataliony pułku „Sarny” pomaszerowały w kierunku Wólki Wytyckiej. Straż tylna zgrupowania, batalion „Polesie”, maszerował po osi Hańsk-Wytyczno.
1 października walkę ze zgrupowaniem KOP rozpoczął sowiecki 253 pułk strzelecki z 45 DS. Wzmocniony czołgami i artylerią pułk uderzył wzdłuż szosy na zachodnią część Wytyczna. Zgrupowanie przyjęło walkę. Batalion KOP „Bereźne” ubezpieczał grupę od północnego wschodu z kierunku Włodawy i od wschodu z kierunku Sobiboru. Zajął obronę nad Włodawką na odcinku od Suchawy w kierunku na południowy zachód, ubezpieczając się placówką w rejonie północnej części Dubeczna.
Dowódca pułku „Sarny” ocenił, że nie utrzyma pozycji. W tej sytuacji gen. Orlik-Rückemann zdecydował, że o 12:00 zgrupowanie zakończy walkę i oderwie się od nieprzyjaciela w kierunku na lasy koło Sosnowicy. Batalion „Bereźne” wycofał się w kierunku północnego wschodu i w mocno uszczuplonym składzie dołączył do Samodzielnej Grupy Operacyjnej „Polesie”.

## Struktura organizacyjna

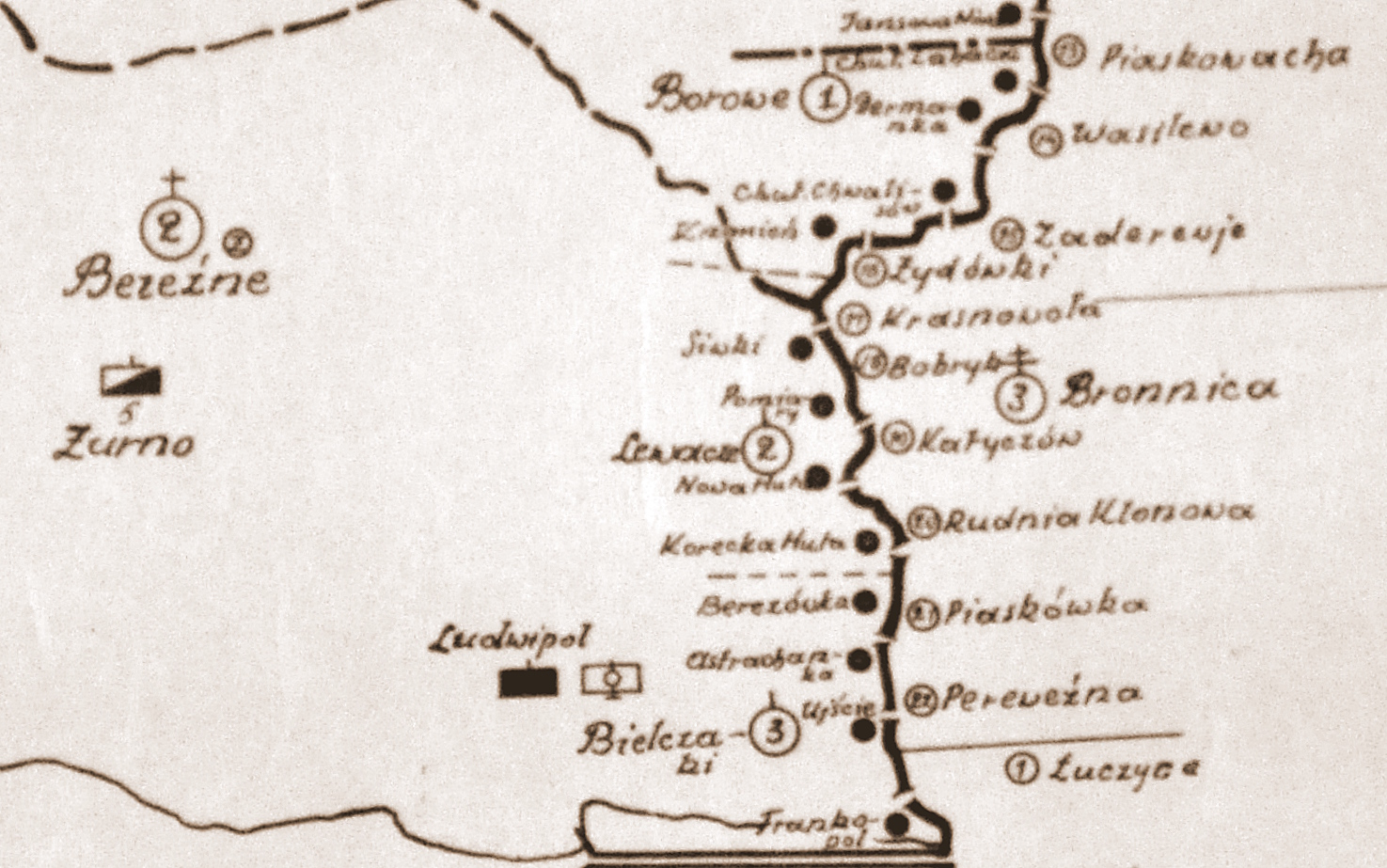
Rozmieszczenie batalionu KOP „Bereźne” w 1931

Organizacja batalionu w 1934:
- dowództwo batalionu
- pluton łączności
- kompania odwodowa − Ludwipol
- kompania karabinów maszynowych − Ludwipol
- 1 kompania graniczna KOP „Borowe”
- 2 kompania graniczna KOP „Lewacze”
- 3 kompania graniczna KOP „Bielczaki”

Struktura organizacyjna batalionu granicznego w 1937:

Dowództwo batalionu
- trzy kompanie graniczne, w każdej:
  - drużyna gospodarcza
  - pluton graniczny, w każdym
    - cztery strażnice
- kompania ckm
  - drużyna gospodarcza
  - dwa plutony ckm
  - 3 pluton broni towarzyszących
- kompania odwodowa
  - drużyna gospodarcza
  - dwa plutony strzeleckie po trzy drużyny
- pluton łączności

Stan osobowy
- oficerów - 19
- podoficerów zawodowych - 65
- podoficerów nadterminowych - 20
- podoficerów i szeregowców służby zasadniczej - 571

Razem - 765 żołnierzy
Struktura organizacyjna we wrześniu 1939

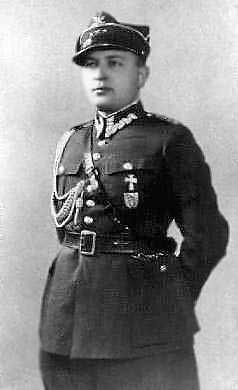
mjr Antoni Żurowski

- Dowództwo batalion KOP „Bereźne”
- pluton łączności
- kompania odwodowa „Ludwipol”
- kompania ckm „Ludwipol”
- 1 kompania graniczna „Borowe”
  - Strażnica KOP „Chutor Zachara”
  - Strażnica KOP „Dermanka”
  - Strażnica KOP „Chutor Chwalisów”
  - Strażnica KOP „Krzemień”

- 2 kompania graniczna „Lewacze”
  - Strażnica KOP „Siwki”
  - Strażnica KOP „Pomiary”
  - Strażnica KOP „Nowa Huta”
  - Strażnica KOP „Korecka Huta”

- 3 kompania graniczna „Bielczaki”
  - Strażnica KOP „Berezówka”
  - Strażnica KOP „Astrachanka”
  - Strażnica KOP „Ujście”
  - Strażnica KOP „Frankopol”[f]

## Żołnierze batalionu
| stopień           | imię i nazwisko          | okres pełnienia służby    | kolejne stanowisko         |
| ----------------- | ------------------------ | ------------------------- | -------------------------- |
| mjr / ppłk piech. | Benedykt Majkowski       | 3 X 1924 – 31 X 1927      | zastępca dowódcy 71 pp     |
| mjr piech.        | Bernard Miller           | 31 X 1927 - 14 II 1929    | dyspozycja dowódcy OK II   |
| mjr dypl. piech.  | Beniamin Kotarba         | 6 VII 1929 – 31 III 1930  | dowódca baonu w 6 psp      |
| mjr / ppłk piech. | Ludwik Czyżewski         | 31 III 1930 – 23 III 1932 | zastępca dowódcy 2 pp Leg. |
| mjr piech.        | Czesław Karol Czajkowski | 12 IV 1932 – 4 XI 1937    | zastępca dowódcy 9 pp Leg. |
| mjr piech.        | Michał Augustyn Chrupek  | 4 XI 1937 – 29 XI 1937    | dowódca II/56 pp           |
| mjr piech.        | Franciszek II Wrona.     | 29 XI 1937 – IX 1939      | dowódca III/97 pp          |
| mjr piech.        | Antoni Żurowski          | IX 1939                   |                            |

Obsada personalna batalionu w marcu–czerwcu 1939 (*)
- dowódca batalionu – mjr Franciszek II Wrona
- zastępca dowódcy – mjr Henryk Skaczyła[k] → dowódca baonu km i broni towarzyszących nr 6
- adiutant batalionu – kpt. Mieczysław Tadeusz Gąszewski[l]
- kwatermistrz – kpt adm. (piech.) Jan Kordus*
- oficer materiałowy – por. Stanisław Chojnacki*
- oficer płatnik – kpt. int. Roman Skornia*
- lekarz medycyny – kpt. lek. Kazimierz Jakub Kamiński *
- dowódca 1 kompanii granicznej – kpt. Antoni Żurowski[m]
- młodszy oficer – por. Leopold Salwa*
- dowódca 2 kompanii granicznej – kpt. Tadeusz Osmolak[n].
- dowódca kompanii odwodowej – kpt. Jan Łukasz Adamek[o].
- młodszy oficer – por. Marian Pierzchała*
- dowódca 3 kompanii granicznej – por. Eustachy Herman*
- młodszy oficer – por. Mieczysław Matyjasek*
- dowódca kompanii odwodowej – kpt. Jan Adamek*
- młodszy oficer – por. Stanisław Sołtysiak*
- dowódca kompanii karabinów maszynowych – por. Józef Tkacz[p].
- młodszy oficer – por. Lucjan Duszyński*
- młodszy oficer – chor. Jan Milczarek*
- dowódca plutonu łączności – kpt. Eugeniusz Babraj[q].